# Signalisation de repiquage en France
La signalisation de repiquage consiste à indiquer certaines directions à des carrefours dans lesquels aucune liaison ne justifie que l'usager aille dans ces directions. Ce repiquage ne peut s'adresser, en principe, qu'aux usagers circulant sur le réseau classé.
Sur toutes les branches du carrefour concerné la signalisation de repiquage est réputée ne pas affecter la continuité du jalonnement, compte tenu du choix des mentions.

## Choix des mentions de repiquage
La signalisation de repiquage doit être limitée à une seule mention par direction. Cette mention est choisie impérativement parmi celles indiquées sur l'itinéraire rencontré. La classe de la mention de repiquage est définie par le tableau ci-dessous :
| Branche d’où vient l’usager | Branche rencontrée            | Classe de la mention de repiquage |
| --------------------------- | ----------------------------- | --------------------------------- |
| Réseau blanc                | Réseau blanc                  | Au plus II                        |
| Réseau blanc                | Réseau vert : route ordinaire | Au plus II                        |
| Réseau blanc                | Réseau vert : voie rapide     | Au moins II                       |
| Réseau vert                 | Réseau blanc                  | Au plus II                        |
| Réseau vert                 | Réseau vert                   | Au moins II                       |

## Couleurs
Les panneaux sur lesquels sont portées les mentions de repiquage ont la couleur de ceux qui portent ces mentions sur l'itinéraire rencontré.
Exemple : Si le pôle A, choisi comme mention de repiquage, est signalé en vert sur l'itinéraire rencontré, il le sera en signalisation de repiquage.

## Sources
- Instruction interministérielle du 22 mars 1982 relative à la signalisation de direction.